# Maiestas Carolina
Maiestas Carolina - projekt czeskiego prawa ziemskiego przygotowany w latach 1349-1353 z inicjatywy Karola IV Luksemburskiego. Wprowadzał zasadę, wedle której sądy stosowałyby jedynie prawo zawarte w tym zbiorze. Z powodu braku akceptacji stanów projekt ten upadł.